# Maarten van der Linden
Everwijn Johan Maarten van der Linden (ur. 9 marca 1969) – holenderski wioślarz. Srebrny medalista olimpijski z Atlanty.
Brał udział w dwóch igrzyskach olimpijskich (IO 96, IO 00). W 1996 sięgnął po srebro w dwójce podwójnej wagi lekkiej. Partnerował mu Pepijn Aardewijn. W 2000 zajęli dwunaste miejsce.